# Albrecht Müller-Schöll
Albrecht Müller-Schöll (* 15. November 1927 in Braunschweig; † 9. Mai 1997 in Stuttgart) war ein deutscher Akademiedirektor, Geograph, Pädagoge, Herausgeber und Honorarprofessor. Er lebte und arbeitete in Stuttgart.

## Leben
Müller-Schöll wuchs in Stuttgart und Oberstdorf auf und holte 1948 das Abitur nach. Er studierte Geographie und Pädagogik in Tübingen und promovierte ebendort 1954 zum Dr. rer. nat. Das freiwillige Helfen war ihm von Jugend an ein herzliches Anliegen, und so engagierte er sich früh in der evangelischen Jugendarbeit.
Von 1954 bis 1964 war AMS Sozialreferent der „Arbeitsgemeinschaft der Evangelischen Jugend Deutschlands“. 1971 gründete er eine für die BRD zentrale Diakonische Akademie in Stuttgart. Diese wurde später, 1990, mit dem Diakonischen Qualifizierungszentrum Lobetal zur Diakonischen Akademie Berlin / Stuttgart vereinigt, die er bis zu seinem Ruhestand 1992 leitete. Nach seiner Pensionierung war er weiterhin in der Fort- und Weiterbildung aktiv. Im Auftrag des „Bundesministerium für Familie, Senioren, Frauen und Jugend“ begleitete er als Berater Projekte zur Verbesserung des Dialogs der Generationen und gründete 1995 die Social Consulting.
AMS starb am 9. Mai 1997 in Stuttgart. Pfarrer Jürgen Gohde, Präsident des DW, in seiner Ansprache zur Trauerfeier am 15. Mai 1997: „Albrecht Müller-Schöll wäre ein schlechter Pädagoge gewesen, wenn er nicht gewußt hätte, daß zur Ermutigung, zur Motivation und Förderung auch die Erfahrung des Widerstehens gehört. Menschen, die fördern, fordern auch sich und andere und stehen im Weg. Es gehört zum Realismus, daß Pädagogen dieses wissen und damit leben. (…) Albrecht Müller-Schöll war wie ein Solitär, wie ein kostbarer Edelstein. (…) Manchmal denke ich, daß diese Generation so nicht mehr nachwächst. Aber wer kann auch aus Erfahrungen schöpfen, die tiefste Verletzungen des Menschen kennt, Krieg und Not, die Zeit des Aufbaus und der Neuorientierung, Jugendarbeit, den Aufbau und die Rekonstruktion des Sozialen in den Nachkriegsjahren, die Ziele für Fortbildung und Weiterbildung entwickeln konnte im Kontext einer der rasantesten Entwicklungen der deutschen Geschichte. (…) Professionalität macht für ihn nicht das soziale Ehrenamt (…) überflüssig und macht eine neue Form der Solidarität zwischen den Generationen erforderlich“.
Albrecht Müller-Schöll war mit der Musiklehrerin Margarete, geb. Dinkelacker (* 1928; † 2012) verheiratet; sie hatten vier Söhne, Ulrich, Thomas, Axel und Nikolaus.

## Leistungen
Seit 1955 war Albrecht Müller-Schöll am Aufbau des „Jugendsozialseminars“ in Friedewald (Sieg), der „Wichernschule“ in Hannover, zahlreicher Bildungsseminare für Jungarbeiter, an der Entwicklung berufsbezogener Bildungsarbeit und an einer vielbeachteten Studie zur Mädchensozialarbeit beteiligt. Nebenbei betätigte er sich noch bis 1969 als Redakteur bei der „Jungen Stimme“. Er begründete 1959 die Fachzeitschrift „Sozialpädagogik“, deren Schriftleitung er 39 Jahre lang innehatte.
1965 begann er mit dem Aufbau einer zentralen Fortbildungsstätte für Mitarbeiter in der Diakonie, die 1971 in Stuttgart eröffnet wurde.
Die Heimerziehung war das Arbeitsfeld, dem sich Albrecht Müller-Schöll stets eng verbunden fühlte, und so hat er die zeitweise dramatische Entwicklung von den 1960er bis zu den 1980er Jahren mit Wort und Tat entscheidend mitgeprägt. In zahlreichen Fachbeiträgen, durch seine Fortbildungs- und Beratungstätigkeit sowie die Initiierung, Unterstützung und fachliche Begleitung von Modellprojekten, unter anderem zur Vermeidung geschlossener Unterbringung, hat Müller-Schöll einen sehr wirkungsvollen Beitrag zum heutigen überwiegend positiven Erscheinungsbild der Heimerziehung geleistet. AMS schrieb damals über die kritischen linken Gruppen: „Nur so viel ist sicher: das Ziel einiger kritischer Gruppen ist eine radikale Reform der Heimerziehung. Die Verbesserungsvorschläge sind zum Teil beachtenswert. Sie enthalten auch vieles von dem, was von Erziehern, Heimleitern und vielen Trägern der Heimerziehung seit langem anvisiert wird.“
Weitere wichtige Tätigkeitsfelder waren Projekte für arbeitslose Jugendliche und Modellversuche für Schulsozialarbeit, an deren Implementierung er in West-Berlin, Stuttgart und Sizilien beteiligt war. Er war Mitbegründer des Ansatzes „Offensive Jugendarbeit“.
Zusätzlich zu seinen umfangreichen Leitungsaufgaben lehrte Müller-Schöll an der Diakonischen Akademie Jugendhilfe und führte verantwortlich jährliche internationale Studienreisen mit Gegenbesuchen durch, beispielsweise nach Dänemark und Schweden (1973/1983), England (1976), USA und Kanada (1979 und 1980), Sizilien, Frankreich sowie nach Island und Grönland (1992). Er arbeitete in der Praxis mit Persönlichkeiten wie Martin Bonhoeffer zusammen und in der Theorie intensiv mit Hans Thiersch, ohne zu vergessen, gezielt die jungen Fachkräfte wie damals u. a. Manfred Günther zu fördern. Von 1970 bis 1997 erhielt er Lehraufträge am Erziehungswissenschaftlichen Institut der Tübinger Universität. 1978 erfolgte ebendort seine Ernennung zum Honorarprofessor. Von 1985 bis 1993 lehrte er auch am Diakoniewissenschaftlichen Institut der Theologischen Fakultät der Universität Heidelberg. Ab 1991 beteiligte sich AMS am Aufbau der „Sächsischen Sozialakademie“ in Chemnitz.

## Ehrungen
- Goldenes Kronenkreuz der Diakonie (1980)
- Bundesverdienstkreuz 1. Klasse (18. Juni 1993)[2]

## Mitgliedschaften
- Vorsitzender der „Bundesarbeitsgemeinschaft Evangelischer Jugendaufbaudienst“ (1960–1993)
- Vorstandsmitglied im „Jugendaufbauwerk“, (1958–1993)
- Deutscher Bundesjugendring (1960–1964)
- Arbeitsgemeinschaft für Jugendhilfe (AGJ) (1960–1975)
- Arbeitskreis Industriejugend (1961–1965)
- 1965–1995 Mitglied und stellvertretender Vorsitzender des Bundesjugendkuratoriums
- 1968–1996 Mitglied und Vorsitzender des „Evangelischen Zentralinstituts für Ehe- und Familienberatung (EZI)“
- 1970–1988 Stiftungsrat der Stiftung Deutsche Heilstätten Davos-Wolfgang
- Gründer (1974) und Vorsitzender des Vereins „Kinderkurheim Freibergsee“ in Oberstdorf
- 1964–1995 gewähltes Mitglied im Hauptausschuss des Deutschen Vereins für öffentliche und private Fürsorge

## Schriften
- Dialog der Generationen / Projekte, Ideen, Möglichkeiten im Rahmen der Jugendhilfe 1995
- Supervisions-Strategien - Stuttgart : Verl.-Werk der Diakonie, 1992, 1. Aufl.
- Wohl dem, der nichts weiss und doch schweigt - Stuttgart : Christliches Verl.-Haus, 1992, 2. Aufl.
- Sozialmanagement - Frankfurt am Main : Diesterweg, 1983, 1. Aufl.; Neuwied : Luchterhand, 1992, 3. Aufl.
- Jugendsozialarbeit und neue Technologien - Frankfurt am Main : Diesterweg, 1989, 1. Aufl.
- Kinderspieltage am Freibergsee - Stuttgart : Verl.-Werk. d. Diakonie, 1986, 1. Aufl.
- Spiele für viele - Stuttgart : Verlagswerk der Diakonie, 1986, 1. Aufl.
- Handlungsfeld: Heimerziehung - Tübingen : Katzmann, 1982
- Jugend in Berufsnot - Stuttgart : Klett-Cotta, 1980, 1. Aufl.
- Harald Hottelet, Peter Braasch, Albrecht Müller-Schöll, Dieter Sengling und Peter Flosdorf: Offensive Jugendhilfe. Neue Wege für die Jugend - Stuttgart, Klett-Cotta, 1978
- Pfeifen orgeln nicht nur sonntags - Stuttgart : Quell-Verlag, 1976, 1. Aufl.
- Kind an Kindes Statt - Stuttgart : Evangelisches Verlagswerk, 1966